# Цинубани (Цкалтбила)
Цинубани (груз. წინუბანი) — село в Грузии, на территории Ахалцихского муниципалитета края (мхаре) Самцхе-Джавахети.

## География
Село находится в южной части Грузии, к востоку от реки Поцхови, на расстоянии приблизительно 7 километров (по прямой) к юго-западу от города Ахалцихе, административного центра муниципалитета. Абсолютная высота — 1329 метров над уровнем моря.

## Население
По результатам официальной переписи населения 2014 года, в Цинубани проживал 251 человек (119 мужчин и 132 женщины). В национальной структуре населения армяне составляли 97,2 %, грузины — 2,8 %.
| Год  | Население, человек |
| ---- | ------------------ |
| 2002 | 425                |
| 2014 | ↘ 251              |